# Говард, Роберт Ирвин
Ро́берт И́рвин Го́вард (англ. Robert Ervin Howard; 22 января 1906 — 11 июня 1936) — американский писатель-новеллист жанра фэнтези, создатель Конана-киммерийца и вселенной Хайборейской эры. Иногда в русских переводах и в Рунете называется «Хоуардом» (транскрипционно и фонетически верный вариант) или «Ховардом».

## Биография
Роберт Ирвин Говард родился 22 января 1906 года в семье сельского врача Айзека Мордехая Говарда, практиковавшего в техасской деревне Пистер, и Эстер Джейн, в девичестве Ирвинг. Дед Роберта в 1849 году пытался добраться до Калифорнии, охваченный «золотой лихорадкой», но холера остановила его в Техасе. Мать Роберта тоже происходила из семьи американских пионеров и застала последний рейд команчей в Техасе.
Первые 9 лет жизни семья Роберта переезжала с места на место, пока не остановилась окончательно в деревне Кросс-Плейнс. Тут же Роберт написал свой первый приключенческий рассказ.
Работал в магазине готового платья на приёмке вещей в чистку, стенографом на нефтяных промыслах и почтовым служащим. Окончил бухгалтерские курсы. Выросший в Техасе, Говард имел привычку носить с собой оружие, поэтому получил прозвище «Two-Gun Bob» (рус. «Боб с двумя пистолетами"). Развлекался стрельбой по консервным банкам.
В августе 1927 года Роберт вернулся в Кросс-Плейнс и начал основную свою деятельность на оставшуюся жизнь — писательство. С 1933 года начались отношения Говарда с учительницей Новалин Прайс. Через много лет после смерти Говарда, в 1986 году Прайс выпустила мемуары о Говарде, которые легли в основу фильма «Весь огромный мир» (1996).
Начиная с 1930 года после заинтересованного письма в журнал «Weird Tales» по поводу «Крыс в стенах» завязалась дружественная переписка Говарда с Лавкрафтом.
В короткой жизни писателя весьма значимой женщиной была его мать, которую писатель обожал и с которой вёл многочасовые разговоры. Именно Эстер Говард привила своему сыну глубокую любовь к поэзии и литературе, читала ему стихи, и непрестанно поддерживала его творческие усилия. В июне 1936 года после операции мать впала в состояние комы. Говард со своим отцом и друзьями стали дежурить в больнице. Он мало спал, пил много кофе и с каждым часом становился все более и более подавленным. Утром 11 июня, узнав от медсестры, что надежды больше нет, Говард вышел на улицу, сел в автомобиль, достал из бардачка пистолет и выстрелил себе в голову. Быстро выбежавший отец вместе с другим врачом попытался помочь, но сделать уже ничего было нельзя. Смерть Говарда глубоко тронула и тяжело подкосила Лавкрафта — он пережил своего друга по переписке всего на девять месяцев.

## Творчество
Основная статья: Библиография Р. И. Говарда
Творческие псевдонимы:
- John Taverel
- Mark Adam
- Patrick Ervin
- Sam Walser
- Patrick MacConaire

Первой публикацией стало стихотворение «Море», напечатанное в одной из городских газет в 1923 году, а первой прозаической стал рассказ «Копьё и клык» (1925), опубликованный в «Weird Tales». После многократных журнальных сериалов Говард добивается статуса одного из основоположников жанра «героического фэнтези». Его авторитет среди массового читателя основывается на репутации создателя нового литературного направления фантастики в стиле «меча и волшебства». Оставаясь незамеченным литературной критикой своего времени, сделал заявку на особую роль в современной литературе после написания первых произведений о киммерийце Конане в 1932 году. Всего перу Говарда принадлежит 21 произведение конановского цикла (1932—1936, 1953—1955). Семнадцать основных прижизненных текстов опубликованы в pulp-журнале «Weird Tales».
- Под пологом кровавых теней (1928)
- Королева чёрного побережья (1934)
- Час дракона (1935)
- Гвозди с красными шляпками (1936)

### Фэнтези
В жанре героического фэнтези Говард написал более пятидесяти произведений, которые объединяются в несколько циклов: это повести и рассказы о короле Валузии Кулле, варваре Конане, вожде пиктов Бране Мак Морне, пуританине — борце со злом Соломоне Кейне, ирландце Турлоге О’Брайане, Джеймсе Эллисоне — человеке, помнящем все свои предыдущие жизни. А также внецикловые произведения. Писатель регулярно использовал в своих произведениях ссылки на древний народ Пиктов, населявших Шотландию. Как герои произведений Говарда, пикты действуют или упоминаются в его произведениях и в турийскую эпоху, и в хайборийские времена, и во время походов римских легионов в Британию, и во время викингов.

### Хоррор, мистика
В жанре ужасов Говард работал также плодотворно. Им были созданы рассказы из циклов об оккультисте Джоне Кироване (и его друзьях Конраде и О’Доннеле), Де Монтуре — человеке, ставшем оборотнем, и о городе Фаринг, а также произведения, продолжающие «Мифы Ктулху» Г. Ф. Лавкрафта. Несколько повестей и рассказов объединяются в условный цикл «Сверхъестественный юго-запад» (в том числе и знаменитый рассказ «Голуби преисподней»).
Элементы хоррора присутствуют во многих других произведениях Говарда. Они есть и в рассказах о Конане и Кулле, и в мистических детективных повестях. В произведениях о Соломоне Кейне и рассказе о Бране Мак Морне «Черви земли» элементы хоррора выражены довольно ярко.

### Исторические произведения
Роберт Говард написал несколько произведений о таких героях, как: американец Аль-Борак, женщина-воительница Агнес де Шатильон, участник Крестовых походов Кормак Фитцджеффри, искатель приключений Кирби О’Доннел, морской волк Кормак мак Арт, индиец Лал Сингх, Чёрный Вулми, — а также внецикловые произведения.
Циклы о Бране Мак Морне, Турлоге О’Брайане, Соломоне Кейне также относятся к числу исторических произведений.

### Детективы
Главный цикл детективных произведений Говарда — повести и рассказы о Стиве Харрисоне. Кроме того, существуют и другие циклы, а также отдельные произведения, например, первый короткий роман автора «Хозяин судьбы» (1929).

### Рассказы о боксерах
О боксерах Говард написал несколько циклов и отдельных произведений. В циклы выделяют рассказы о моряках Стиве Костигане и Деннисе Доргане, о Крошке Аллисоне, Майке Брэнноне и Эйсе Джесселе.

### Вестерны
Главным героем наиболее известного цикла Говарда среди его произведений-вестернов является Брекенридж Элкинс, джентльмен с Медвежьей речки. Также автором созданы рассказы о Пайке Бирфилде, Гризли Элкинсе, Бакнере Граймсе и Соноре Киде. Кроме того, Говард написал несколько внецикловых вестернов.

### Прочее
Кроме вышеперечисленного, Говард писал юмористические, эротические рассказы, спортивные репортажи и литературные пародии. Его роман «Post Oaks & Sand Roughs» является полуавтобиографическим и повествует о местах, где писатель жил, о тех людях, с которыми он встречался. Говард также является автором нескольких сотен стихотворений.

## Наследие
Так как возрождение саги о Конане оказалось коммерчески успешным проектом, то при работе с черновиками произведений Говарда начались операции по вовлечению нереализованных замыслов в конановскую серию. Часть новелл Говарда, посвящённые другим персонажам, были переписаны так, чтобы их главным героем стал Конан и его боевое окружение. Не следует забывать, что при переизданиях собственно говардовские сюжеты из разных произведений либо объединялись, либо дробились. Поэтому до сих пор существует путаница относительно того, сколько произведений написано самим Говардом и в каких изначально героем был Конан. Кроме того, вступительные очерки вроде говардовской заметки «Хайборийская эра» либо делятся на части (при русском переводе М. Трубицыной для «Северо-Запада» в 1993 году), либо позиционируются мини-рассказами. Общепризнанным источником текстов о Конане рассматривается 12-томное повествование о подвигах киммерийца, отредактированное для издательства Lancer Books писателем-фантастом Леоном Спрэгом де Кампом.
Книжная серия романов, повестей и рассказов про Конана задумана и осуществлена Спрэг де Кампом при соавторстве Лина Картера. Картеровский литературный персонаж Тонгор (Thongor, 1965—1970) имеет реминисцентную природу. Далее серия текстов про приключения Конана и его соратников продолжена интернациональным коллективом авторов (Бьорн Ниберг, Стив Перри и др.). Посмертные издания иллюстрировались Фрэнком Фразеттой, Луисом Ройо и другими мастерами книжной иллюстрации. Во второй половине XX века произведения Говарда с коммерческим успехом неоднократно экранизировались, становились основой для комиксов и мультфильмов. Сегодня Конан остается одним из наиболее узнаваемых и коммерчески успешных брендов сувенирной индустрии (полиграфия, изображения на одежде, брелоки и др.)
В 1994 году дом Роберта Говарда был официально признан историческим наследием городка Кросс Плэйнс и действует в качестве дома-музея Роберта Говарда.

## В России
В России издаётся с 1989 года, в издательстве «Северо-Запад» благодаря усилиям российского издателя В. Б. Назарова и редактора А. Белова в конце 1990-х вышло собрание сочинений.

## Произведения

### Конан
Часть повестей и рассказов опубликованы посмертно.
- Феникс на мече (англ. The Phoenix on the Sword, 1932) — рассказ, переработано из рассказа «Сим топором я буду править!» о Кулле.
- Алая цитадель (англ. The Scarlet Citadel, 1933) — рассказ
- Башня Слона (англ. The Tower of the Elephant, 1933) — рассказ
- Чёрный колосс (англ. Black Colossus, 1933) — рассказ
- Ползущая тень (англ. The Slithering Shadow, 1933) — рассказ
- Омут чёрных дьяволов (англ. The Pool of the Black One, 1933) — рассказ
- Сплошь негодяи в доме (англ. Rogues in the House, 1934) — рассказ
- Тени в лунном свете (англ. Shadows in the Moonlight, 1934) — рассказ
- Королева чёрного побережья (англ. Queen of the Black Coast, 1934) — рассказ
- Люди чёрного круга (англ. The People of the Black Circle, 1934) — рассказ
- Родится ведьма (англ. A Witch Shall Be Born, 1934) — рассказ
- Сокровища Гвалура (англ. Jewels of Gwahlur, 1935) — рассказ
- По ту сторону Чёрной реки (англ. Beyond the Black River, 1935) — рассказ
- Стальной демон (англ. The Devil in Iron, 1935) — рассказ
- Тени Замбулы (англ. Shadows in Zamboula, 1935) — рассказ
- Час дракона (англ. Hour of the Dragon, 1935) — роман
- Хайборейская Эра (англ. The Hyborean Age, 1936) — эссе с описанием начала и конца Хайборийской Эры
- Гвозди с красными шляпками (англ. Red Nails, 1936) — повесть

Доработаны и опубликованы посмертно:
- Бог из чаши (англ. The God in the Bowl, 1952) — рассказ, отредактирован Л. Спрэг де Кампом
- Дочь ледяного гиганта (англ. The Frost Giant’s Daughter, 1953) — рассказ, переработан Л. Спрэг де Кампом
- Сокровища Траникоса (англ. The Treasure of Tranicos, 1953) — повесть, соавтор: Л. Спрэг де Камп (авторское название «Чёрный чужеземец»)
- Барабаны Томбалку (англ. Drums of Tombalku, 1955) — рассказ, соавтор: Л. Спрэг де Камп
- Окровавленное божество (англ. The Blood-Stained God, 1955) — рассказ, переработан Л. Спрэг де Кампом
- Дорога орлов (англ. The Road of the Eagles, 1955) — рассказ, переработан Л. Спрэг де Кампом
- Кинжалы Джезма (англ. The Flame Knife, 1955) — повесть, переработана Л. Спрэг де Кампом
- Ястребы над Шемом (англ. Hawks over Shem, 1955) — рассказ, переработан Л. Спрэг де Кампом
- Долина пропавших женщин (англ. The Vale of Lost Women, 1967) — рассказ
- В зале мертвецов (англ. The Hall of the Dead, 1967) — рассказ, соавтор: Л. Спрэг де Камп
- Рука Нергала (англ. The Hand of Nergal, 1967) — рассказ, соавтор: Лин Картер
- Волки по ту сторону границы (англ. Wolves Beyond the Border, 1967) — рассказ, соавтор: Л. Спрэг де Камп (единственное произведение, где Конан не появляется, а только упоминается)
- Рыло во тьме (англ. The Snout in the Dark, 1969) — рассказ, соавторы: Л. Спрэг де Камп, Лин Картер
- Пламя Ашшурбанипала (англ. The Fire of Asshurbanipal, 1936) — рассказ

### Кулл
Опубликовано при жизни:
- Королевство теней (англ. The Shadow Kingdom, 1929) — рассказ
- Зеркала Тузун Туна (англ. The Mirrors of Tuzun Thune, 1929) — рассказ

Доработано и опубликовано посмертно:
- Король и дуб (англ. The King and the Oak, 1939) — поэма
- Алтарь и Скорпион (англ. The Altar and the Scorpion, 1967) — рассказ
- Сим топором я правлю! (англ. By This Axe I Rule!, 1967) — рассказ, переписан Говардом в историю Конана «Феникс на мече».
- Проклятие золотого черепа (англ. The Curse of the Golden Skull, 1967) — рассказ
- Кошка Далькарды (англ. Delcardes' Cat, 1967) — рассказ, также известный как «Кошка и череп».
- Бегство из Атлантиды (англ. Exile of Atlantis, 1967) — рассказ
- Череп молчания (англ. The Skull of Silense, 1967) — рассказ, также известен как «Кричащий череп тишины».
- Удар гонга (англ. The Striking of the Gong, 1967) — рассказ, отредактирован Лином Картером
- Мечи пурпурного царства (англ. Swords of the Purple Kingdom, 1967) — рассказ
- Чёрный Город (англ. Black Abyss, 1967) — рассказ, соавтор: Лин Картер
- Предрассветные всадники (англ. Riders Beyond the Sunrise, 1967) — рассказ, соавтор: Лин Картер
- Колдун и воин (англ. Wizard and Warrior, 1967) — рассказ, соавтор: Лин Картер

### Соломон Кейн
Опубликовано при жизни:
- Под пологом кровавых теней (англ. Red Shadows, 1928) — рассказ
- Черепа среди звёзд (англ. Skulls in the Stars, 1929) — рассказ
- Перестук костей (англ. Rattle of Bones, 1929) — рассказ
- Луна черепов (англ. The Moon of Skulls, 1930) — повесть
- Холмы смерти (англ. Hills of the Dead, 1930) — рассказ
- Ужас пирамиды (англ. The Footfalls Within, 1931) — рассказ
- Крылья в ночи (англ. Wings in the Night, 1932) — рассказ
- Возвращение Соломона Кейна (англ. Solomon Kane’s Homecoming, 1936) — поэма

Доработано и опубликовано посмертно:
- Одно чёрное пятно (англ. The One Black Stain, 1962) — поэма
- Клинки братства (англ. Blades of the Brotherhood, 1968) — рассказ
- Погибший друг (англ. The Return of Sir Richard Grenville, 1968) — поэма
- Десница судьбы (англ. The Right Hand of Doom, 1968) — рассказ
- Замок дьявола (англ. The Castle of the Devil, 1968) — рассказ, соавтор: Рэмси Кэмпбелл
- Ястреб Басти (англ. The Hawk of Basti, 1968) — рассказ, соавтор: Рэмси Кэмпбелл
- Дети Ашшура (англ. The Children of Asshur, 1968) — рассказ, соавтор: Рэмси Кэмпбелл
- Чёрные всадники смерти (англ. Death's Black Riders, 1968) — рассказ, соавтор: Фред Блоссер. В 2002 году издан этот же рассказ, дописанный К. Дж. Хендерсоном.

### Прочее
Межавторский цикл «Мифы Ктулху»:
- Тварь на крыше (англ. The Thing on the Roof, 1932 г.

Цикл «Дикий юго-запад»:
- Голуби преисподней, или Голуби из ада (англ. Pigeons from Hell, 1934 г.)